# Sufetula (geslacht)
Sufetula is een geslacht van vlinders van de familie van de grasmotten (Crambidae), uit de onderfamilie van de Lathrotelinae.

## Soorten
- S. alychnopa (Turner, 1908)
- S. anania Solis, Hayden, Sanabria, Gonzalez, Ujueta & Gulbronson, 2019
- S. bilinealis Hampson, 1912
- S. brunnealis Hampson, 1917
- S. carbonalis Hayden, 2013
- S. chagosalis (Fletcher T. B., 1910)
- S. choreutalis (Snellen, 1880)
- S. cyanolepis Hampson, 1912
- S. diminutalis Walker, 1865
- S. dulcinalis (Snellen, 1899)
- S. grumalis Schaus, 1920
- S. hemiophthalma (Meyrick, 1884)
- S. hypocharopa Dyar, 1914
- S. hypochiralis Dyar, 1914
- S. macropalpia Hampson, 1898
- S. melanophthalma Hering, 1901
- S. minimalis Fletcher T. B., 1910
- S. minuscula Inoue, 1996
- S. nigrescens Hampson, 1912
- S. nitidalis Hampson, 1908
- S. obliquistrialis Hampson, 1912
- S. polystrialis Hampson, 1912
- S. pygmaea Hampson, 1912
- S. rectifascialis Hampson, 1896
- S. sacchari (Sein, 1930)
- S. sufetulodes (Hampson, 1917)
- S. sufetuloides (Hampson, 1919)
- S. sunidesalis Walker, 1859
- S. sythoffi (Snellen, 1899)
- S. trichophysetis Hampson, 1912